# Bernardo Sousa Dantas
Bernardo Manoel Pedro de Souza Dantas (Paris, 26 de junho de 1912 — São Paulo, 4 de maio de 2005) foi um automobilista brasileiro. 
Foi o primeiro brasileiro a correr as 24 Horas de Le Mans, em 1935, com um Bugatti 57, tendo como companheiro o francês Roger Teillac. Esta foi sua única participação na prova.
Era primo do embaixador Luís Martins de Souza Dantas, que exerceu as suas funções na França nos anos 30. Por ter nascido em Paris, na França, onde foi registrado como Bernard Manuel Pierre, muitos arquivos lhe atribuem a nacionalidade francesa. Mudou-se para o Brasil em 1940.
Morreu após lutar contra um tumor no fígado.